# Victor Crouin
Victor Crouin (* 16. Juni 1999 in Marseille) ist ein französischer Squashspieler.

## Karriere
Victor Crouin begann seine Karriere im Jahr 2016 und gewann bislang 20 Titel auf der PSA World Tour. Seine höchste Platzierung in der Weltrangliste erreichte er mit Rang sieben am 6. März 2023. Bei den Junioren feierte Crouin große Erfolge: 2017 wurde er Europameister und Vizeweltmeister. Im Finale der Weltmeisterschaft unterlag er in fünf Sätzen gegen Marwan Tarek. Noch im selben Jahr gewann er seinen ersten Profititel. Mit der französischen Nationalmannschaft wurde er 2018 Europameister. Bei den World Games 2022 gewann er nach einem Finalsieg über Grégoire Marche die Goldmedaille. Im selben Jahr wurde er Vizeeuropameister nach einer 0:3-Finalniederlage gegen Nicolas Müller. 2023 gewann er die französischen Meisterschaften und wurde nach einem Finalsieg gegen Auguste Dussourd außerdem Europameister. Außerdem gehörte er 2023 und 2024 zum französischen Kader bei den Weltmeisterschaften. 2024 verteidigte Crouin sowohl den französischen Landesmeistertitel als auch seinen Europameistertitel. 2025 wurde er zum dritten Mal in Folge französischer Meister und verteidigte bei den World Games seinen Titelgewinn von 2022.

## Erfolge
- Europameister: 2023, 2024
- Europameister mit der Mannschaft: 2018
- Gewonnene PSA-Titel: 20
- World Games: 2 × Gold (2022, 2025)
- Französischer Meister: 3 Titel (2023–2025)